# Coupe de France de football 1992-1993
 (juillet 2018).
Navigation
Coupe de France 1991-1992 Coupe de France 1993-1994
La coupe de France 1992-1993 est la 76e édition de la Coupe de France de football.
La finale a eu lieu le 12 juin 1993 au Parc des Princes et voit le Paris Saint-Germain affronter le FC Nantes Atlantique. Le PSG remporte sa troisième coupe de France en s'imposant 3 buts à 0.

## Résultats

### Trente-deuxièmes de finale
Les 20 clubs de 1re division firent leur entrée en lice.
| Division           | Club                                 | Score             | Club                   | Division        |
| ------------------ | ------------------------------------ | ----------------- | ---------------------- | --------------- |
| Division 1 (D1)    | Toulouse FC                          | 1 - 0             | AJ Auxerre             | Division 1 (D1) |
| Division 1 (D1)    | SM Caen                              | 1 - 0             | SC Toulon-Var          | Division 1 (D1) |
| Division 1 (D1)    | RC Strasbourg                        | 0 - 1 ap          | Paris Saint-Germain FC | Division 1 (D1) |
| Division 2 (D2)    | US Créteil                           | 2 - 1             | Nîmes Olympique        | Division 1 (D1) |
| Division 2 (D2)    | FC Gueugnon                          | 1 - 1 ap, 3-1 tab | FC Metz                | Division 1 (D1) |
| Division 1 (D1)    | FC Sochaux-Montbéliard               | 4 - 1 ap          | Angers SCO             | Division 2 (D2) |
| Division 1 (D1)    | Montpellier HSC                      | 3 - 1             | La Roche-sur-Yon VF    | Division 2 (D2) |
| Division 1 (D1)    | US Valenciennes-Anzin Arrondissement | 2 - 0             | RC Ancenis             | Division 2 (D2) |
| Division 2 (D2)    | FC Rouen                             | 1 - 0             | Lille OSC              | Division 1 (D1) |
| Division 1 (D1)    | FC Girondins de Bordeaux             | 1 - 0             | OGC Nice               | Division 2 (D2) |
| Division 1 (D1)    | Olympique de Marseille               | 3 - 1             | FC Martigues           | Division 2 (D2) |
| Division 3 (D3)    | AS Évry                              | 1 - 3             | AS Saint-Étienne       | Division 1 (D1) |
| Division 3 (D3)    | Stade poitevin PEPP                  | 2 - 6             | AS Monaco FC           | Division 1 (D1) |
| Division 3 (D3)    | Indépendante Pont-Saint-Esprit       | 1 - 0             | Olympique lyonnais     | Division 1 (D1) |
| Division 3 (D3)    | Le Touquet AC                        | 0 - 3             | Le Havre AC            | Division 1 (D1) |
| DH (D5)            | CO Savigny-sur-Orge                  | 1 - 3             | RC Lens                | Division 1 (D1) |
| DH (D5)            | FC Bourg-Péronnas                    | 2 - 4 ap          | FC Nantes Atlantique   | Division 1 (D1) |
| Division 2 (D2)    | Olympique d'Alès-en-Cévennes         | 0 - 1             | Stade ruthénois        | Division 2 (D2) |
| Division 2 (D2)    | USL Dunkerque                        | 1 - 3             | GFC Ajaccio            | Division 2 (D2) |
| Division 2 (D2)    | FC Mulhouse SA                       | 0 - 0 ap, 5-3 tab | CS Sedan-Ardennes      | Division 2 (D2) |
| Division 3 (D3)    | US Gravelines                        | 1 - 3             | Stade lavallois FC     | Division 2 (D2) |
| Division 2 (D2)    | SA Épinal                            | 2 - 0             | ES Viry-Châtillon      | Division 3 (D3) |
| Division 2 (D2)    | FC Lorient                           | 0 - 0 ap, 3-4 tab | SO Châtellerault       | Division 3 (D3) |
| Division 3 (D3)    | AS Cherbourg                         | 0 - 1             | Stade rennais FC       | Division 2 (D2) |
| Division 4 (D4)    | US Chantilly                         | 1 - 3             | Le Mans UC 72          | Division 2 (D2) |
| Division 4 (D4)    | US Forbach                           | 1 - 0             | AS Nancy-Lorraine      | Division 2 (D2) |
| DH (D5)            | ES Vitrolles                         | 2 - 4             | FC Annecy              | Division 2 (D2) |
| DH Martinique (D5) | Club franciscain                     | 1 - 3 ap          | Chamois niortais FC    | Division 2 (D2) |
| DH (D5)            | US Beaumont                          | 0 - 2             | AS Cannes              | Division 2 (D2) |
| DH (D5)            | GSI Pontivy                          | 0 - 1             | EA Guingamp            | Division 2 (D2) |
| Division 3 (D3)    | USG Boulogne-sur-Mer                 | 3 - 0             | ESCH Yutz              | Division 3 (D3) |
| Division 3 (D3)    | FC Pau                               | 4 - 0             | FA Île-Rousse          | Division 4 (D4) |

### Seizièmes de finale
| Division        | Club                           | Score             | Club                                 | Division        |
| --------------- | ------------------------------ | ----------------- | ------------------------------------ | --------------- |
| Division 1 (D1) | FC Girondins de Bordeaux       | 2 - 1             | US Valenciennes-Anzin Arrondissement | Division 1 (D1) |
| Division 1 (D1) | Le Havre AC                    | 0 - 0 ap, 3-4 tab | Toulouse FC                          | Division 1 (D1) |
| Division 2 (D2) | FC Gueugnon                    | 0 - 0 ap, 2-4 tab | RC Lens                              | Division 1 (D1) |
| Division 2 (D2) | US Créteil                     | 0 - 1             | Montpellier HSC                      | Division 1 (D1) |
| Division 1 (D1) | FC Nantes Atlantique           | 9 - 1             | Stade ruthénois                      | Division 2 (D2) |
| Division 2 (D2) | Chamois niortais FC            | 0 - 0 ap, 2-4 tab | AS Monaco FC                         | Division 1 (D1) |
| Division 1 (D1) | AS Saint-Étienne               | 1 - 1 ap, 6-5 tab | SA Épinal                            | Division 2 (D2) |
| Division 2 (D2) | FC Annecy                      | 0 - 1             | Paris Saint-Germain FC               | Division 1 (D1) |
| Division 2 (D2) | GFC Ajaccio                    | 1 - 1 ap, 4-2 tab | FC Sochaux-Montbéliard               | Division 1 (D1) |
| Division 2 (D2) | FC Rouen                       | 0 - 1             | Olympique de Marseille               | Division 1 (D1) |
| Division 3 (D3) | Indépendante Pont-Saint-Esprit | 0 - 2             | SM Caen                              | Division 1 (D1) |
| Division 2 (D2) | Stade rennais FC               | 2 - 1             | Le Mans UC 72                        | Division 2 (D2) |
| Division 2 (D2) | Stade lavallois FC             | 4 - 0             | EA Guingamp                          | Division 2 (D2) |
| Division 3 (D3) | FC Pau                         | 0 - 0 ap, 7-6 tab | AS Cannes                            | Division 2 (D2) |
| Division 4 (D4) | US Forbach                     | 0 - 3             | FC Mulhouse SA                       | Division 2 (D2) |
| Division 3 (D3) | USG Boulogne-sur-Mer           | 0 - 4             | SO Châtellerault                     | Division 3 (D3) |

### Huitièmes de finale
| Division        | Club                     | Score    | Club                   | Division        |
| --------------- | ------------------------ | -------- | ---------------------- | --------------- |
| Division 1 (D1) | SM Caen                  | 1 - 2    | Olympique de Marseille | Division 1 (D1) |
| Division 1 (D1) | AS Monaco FC             | 0 - 1    | Paris Saint-Germain FC | Division 1 (D1) |
| Division 1 (D1) | Toulouse FC              | 2 - 0    | RC Lens                | Division 1 (D1) |
| Division 1 (D1) | FC Nantes Atlantique     | 1 - 0    | GFC Ajaccio            | Division 2 (D2) |
| Division 1 (D1) | FC Girondins de Bordeaux | 2 - 0    | FC Mulhouse SA         | Division 2 (D2) |
| Division 1 (D1) | AS Saint-Étienne         | 2 - 0 ap | FC Pau                 | Division 3 (D3) |
| Division 1 (D1) | Montpellier HSC          | 1 - 0    | SO Châtellerault       | Division 3 (D3) |
| Division 2 (D2) | Stade lavallois FC       | 1 - 0    | Stade rennais FC       | Division 2 (D2) |

### Quarts de finale
| Division        | Club                   | Score             | Club                     | Division        |
| --------------- | ---------------------- | ----------------- | ------------------------ | --------------- |
| Division 1 (D1) | AS Saint-Étienne       | 2 - 1 ap          | Olympique de Marseille   | Division 1 (D1) |
| Division 1 (D1) | Paris Saint-Germain FC | 2 - 0             | FC Girondins de Bordeaux | Division 1 (D1) |
| Division 1 (D1) | Montpellier HSC        | 1 - 1 ap, 4-5 tab | FC Nantes Atlantique     | Division 1 (D1) |
| Division 1 (D1) | Toulouse FC            | 0 - 1             | Stade lavallois FC       | Division 2 (D2) |

### Demi-finales
Les matchs des demi-finales se sont joués le 6 juin 1993.
| Division        | Club                   | Score | Club                 | Division        |
| --------------- | ---------------------- | ----- | -------------------- | --------------- |
| Division 1 (D1) | Paris Saint-Germain FC | 1 - 0 | Stade lavallois FC   | Division 2 (D2) |
| Division 1 (D1) | AS Saint-Étienne       | 0 - 1 | FC Nantes Atlantique | Division 1 (D1) |

### Finale
La finale s'est tenue au Parc des Princes à Paris, le 12 juin 1993.
Le Paris Saint-Germain FC a remporté sa troisième Coupe de France en s'imposant 3-0 face au FC Nantes. Le PSG n'aura pas concédé le moindre but pendant tout son parcours, au cours duquel il affrontera les 3e, 4e, 5e et 8e de la saison 92/93 du championnat de France perturbée par une affaire de corruption,.
| Titulaires :  |                    |     |
|               |                    |     |
| 1             | Bernard Lama       |     |
| 6             | Antoine Kombouaré  |     |
| 4             | Ricardo Gomes      |     |
| 5             | Alain Roche        |     |
| 3             | Patrick Colleter   |     |
| 13            | Laurent Fournier   |     |
| 7             | Daniel Bravo       | 66e |
| 15            | Paul Le Guen       |     |
| 8             | Vincent Guérin     | 81e |
| 9             | George Weah        |     |
| 11            | David Ginola       |     |
|               |                    |     |
| Remplaçants : |                    |     |
| 10            | Valdo              | 66e |
| 14            | François Calderaro | 81e |
|               |                    |     |
| Entraîneur :  |                    |     |
| Artur Jorge   |                    |     |

| Titulaires :         |                    |     |
|                      |                    |     |
| 1                    | David Marraud      |     |
| 6                    | Serge Le Dizet     |     |
| 3                    | Laurent Guyot      |     |
| 4                    | Zoran Vulić        |     |
| 2                    | Christian Karembeu |     |
| 7                    | Claude Makélélé    |     |
| 5                    | Jean-Michel Ferri  |     |
| 8                    | Reynald Pedros     |     |
| 10                   | Stéphane Ziani     | 63e |
| 9                    | Patrice Loko       | 71e |
| 11                   | Nicolas Ouédec     |     |
|                      |                    |     |
| Remplaçants :        |                    |     |
| 13                   | Stéphane Moreau    | 63e |
| 14                   | Jean-Louis Lima    | 71e |
|                      |                    |     |
| Entraîneur :         |                    |     |
| Jean-Claude Suaudeau |                    |     |

| Titulaires :  |                    |     |
|               |                    |     |
| 1             | Bernard Lama       |     |
| 6             | Antoine Kombouaré  |     |
| 4             | Ricardo Gomes      |     |
| 5             | Alain Roche        |     |
| 3             | Patrick Colleter   |     |
| 13            | Laurent Fournier   |     |
| 7             | Daniel Bravo       | 66e |
| 15            | Paul Le Guen       |     |
| 8             | Vincent Guérin     | 81e |
| 9             | George Weah        |     |
| 11            | David Ginola       |     |
|               |                    |     |
| Remplaçants : |                    |     |
| 10            | Valdo              | 66e |
| 14            | François Calderaro | 81e |
|               |                    |     |
| Entraîneur :  |                    |     |
| Artur Jorge   |                    |     |

| Titulaires :         |                    |     |
|                      |                    |     |
| 1                    | David Marraud      |     |
| 6                    | Serge Le Dizet     |     |
| 3                    | Laurent Guyot      |     |
| 4                    | Zoran Vulić        |     |
| 2                    | Christian Karembeu |     |
| 7                    | Claude Makélélé    |     |
| 5                    | Jean-Michel Ferri  |     |
| 8                    | Reynald Pedros     |     |
| 10                   | Stéphane Ziani     | 63e |
| 9                    | Patrice Loko       | 71e |
| 11                   | Nicolas Ouédec     |     |
|                      |                    |     |
| Remplaçants :        |                    |     |
| 13                   | Stéphane Moreau    | 63e |
| 14                   | Jean-Louis Lima    | 71e |
|                      |                    |     |
| Entraîneur :         |                    |     |
| Jean-Claude Suaudeau |                    |     |